# Tytus Liwiusz
Titus Livius (ur. 59 p.n.e., zm. 17 n.e.) – rzymski historyk pochodzący z miasta Patavium (dziś Padwa). Autor monumentalnego dzieła o historii Rzymu.

## Życiorys
Liwiusz był z wykształcenia nauczycielem retoryki. Około roku 30 p.n.e. przeniósł się z Padwy do Rzymu. Mimo pochodzenia z zamożnej rodziny nie zajął się zwykłą dla Rzymian działalnością polityczną, nie sprawował urzędów, nie zasiadał w Senacie. Całe życie zajmował się nauczaniem retoryki i pisaniem.

## Ab urbe condita

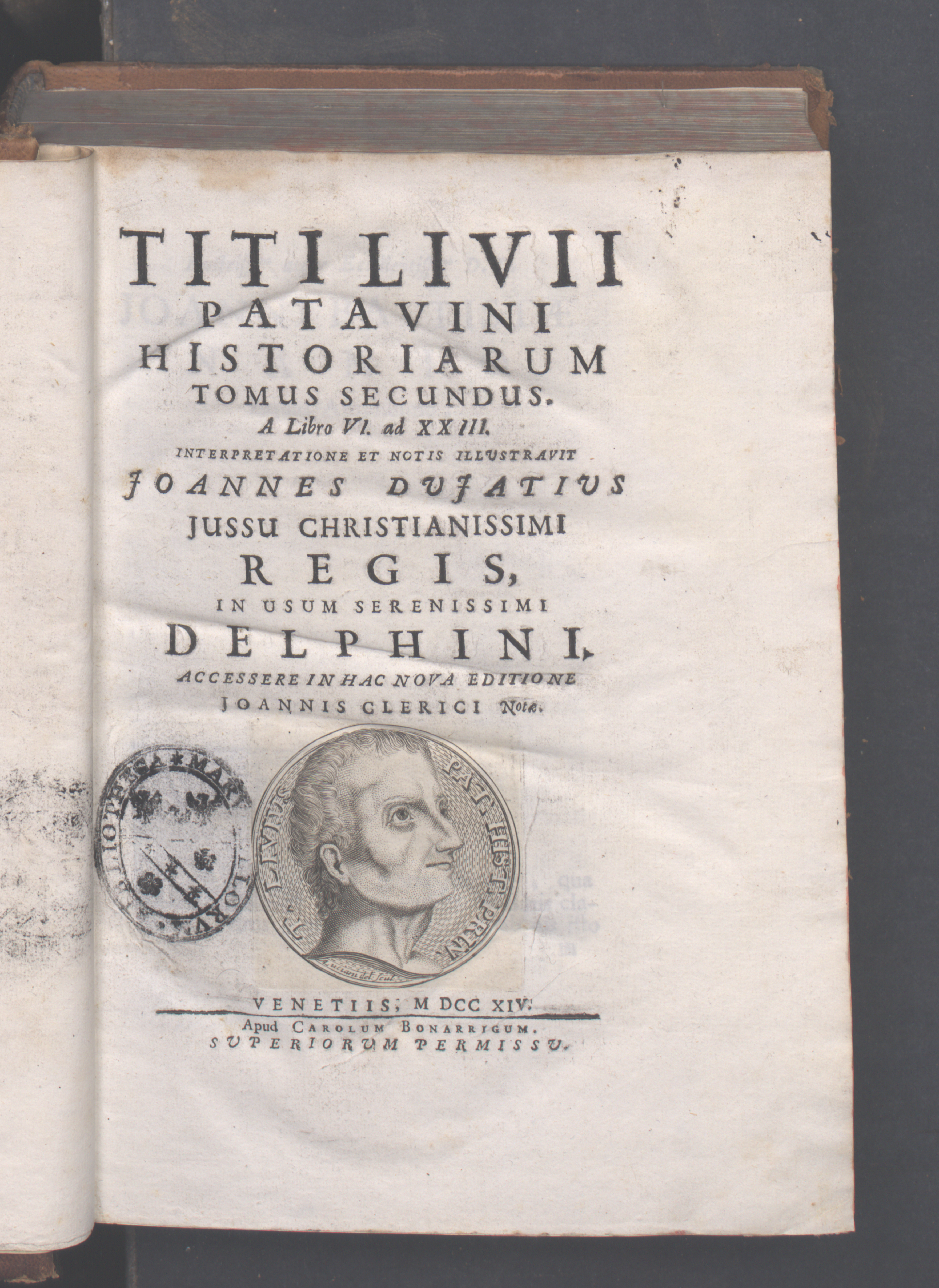
Ab Urbe condita, 1714

Jedyną spuścizną Liwiusza jest dzieło historyczne opisujące wydarzenia od założenia tego miasta aż do roku 9 p.n.e. Dzieło zatytułowane było Od założenia Miasta (łac. Ab Urbe condita libri CXLII) i miało objętość 142 woluminów, które powstawały i były kolejno wydawane w latach od 26 p.n.e. aż do 17 n.e. (a więc przez ponad 40 lat). Z tej liczby zachowało się około jednej czwartej. Są to:
- księgi I-X
- księgi XXI-XLV
- fragment księgi XCII
- dwa fragmenty księgi CXX
- wyciągi (skróty) z ksiąg: XI-XX, XXXVII-XL, XLVI-CXXXV, CXXXVIII-CXLII
- wyciągi z ksiąg XLVIII-LV
- streszczenia (tzw. periochae) prawie wszystkich ksiąg, oprócz dwóch (CXXXVI i CXXXVII)
- nieliczne fragmenty zachowane u innych autorów i na papirusach[2].

W pracy wykorzystywał Liwiusz dostępne prace historyków greckich i rzymskich, dokumenty urzędowe Senatu, korespondencję dyplomatyczną, dokumenty wojskowe i tym podobne, zaginione dziś, materiały źródłowe. Z tego powodu dzieło Liwiusza pozostaje do dziś jednym z kluczowych źródeł do poznania historii Rzymu i państw ościennych.
To właśnie Tytus przekazał legendę o Romulusie i Remusie, legendarnych założycielach Rzymu.
Był pisarzem o nastawieniu retorycznym. Dzieje rzymskie relacjonował przez pryzmat zwycięstw i bohaterstwa Rzymian. Jego sympatie polityczne skłaniały się ku rządom oligarchii senatorskiej i z tego punktu widzenia przedstawiał najdawniejsze dzieje Rzymu. W okresie wczesnej młodości wyraźnie sympatyzował z „optymatami” (zwolennicy rządów senatu) przeciwko „popularom” (stronnictwo reform społecznych i politycznych).

## Upamiętnienie
W dwutysięczną rocznicę śmierci Tytusa Liwiusza w 2017 roku Włochy wyemitowały okolicznościową monetę o nominale 2 euro. Na monecie przedstawiono popiersie historyka zaczerpnięte z dzieła Lorenza Morettiego Laresego.